# آیتابارا
آیتابارا (به لاتین: Aaitabare) در نپال با جمعیت ۱۰٬۸۰۲ نفر است که در kosi zone واقع شده‌است.